# Kevin Brandstätter
Kevin Brandstätter (sinh 8 tháng 1 năm 1996 với tên Kevin Metze) là một cầu thủ bóng đá Áo thi đấu cho FC Blau-Weiß Linz.

## Sự nghiệp câu lạc bộ
Anh ra mắt Giải bóng đá hạng nhất quốc gia cho FC Blau-Weiß Linz ngày 14 tháng 3 năm 2017 trong trận đấu với Floridsdorfer AC.